# Macrobiotus contii
Macrobiotus contii är en djurart som tillhör fylumet trögkrypare, och som beskrevs av Giovanni Pilato och Oscar Lisi 2006. Macrobiotus contii ingår i släktet Macrobiotus och familjen Macrobiotidae. Inga underarter finns listade i Catalogue of Life.